# Лэмб, Сиди
Сидариан «Сиди» Лэмб (англ. Cedarian «CeeDee» Lamb, 8 апреля 1999, Опелусас, Луизиана) — профессиональный американский футболист, уайд ресивер клуба НФЛ «Даллас Каубойс». На студенческом уровне выступал за команду Оклахомского университета. На драфте НФЛ 2020 года выбран в первом раунде под общим семнадцатым номером.

## Биография
Сиди Лэмб родился 8 апреля 1999 года в Опелусасе в приходе Сент-Ландри, штат Луизиана. В 2005 году его семья была эвакуирована из Нового Орлеана в Хьюстон во время урагана Катрина. В 2016 году Лэмб окончил старшую школу Фостер в Ричмонде. В составе её футбольной команды он набрал на приёме 2 032 ярда и сделал 33 тачдауна. Оба результата вошли в число пяти лучших в истории школьного футбола в Техасе. По итогам сезона 2016 года он был признан Игроком года в нападении в штате по версиям газеты Houston Chronicle и хьюстонского Тачдаун-клуба. После окончания школы Лэмб получил спортивную стипендию в Оклахомском университете.

### Любительская карьера
В составе «Оклахомы Сунерс» Лэмб дебютировал в сезоне 2017 года. Он сыграл во всех четырнадцати матчах, тринадцать из них начал в стартовом составе. Всего он набрал 807 ярдов, установив рекорд университета для новичков, и сделал семь тачдаунов. По итогам сезона он вошёл в состав символической сборной новичков NCAA по версии ESPN.
В 2018 году Лэмб сыграл в четырнадцати матчах, набрав 1 158 ярдов с одиннадцатью тачдаунами. В пяти матчах он набирал не менее ста ярдов. Тандем Лэмба и Маркиза Брауна стал первой в истории университета парой принимающих, набравших не менее 1 000 ярдов в одном сезоне.
В сезоне 2019 года он сыграл тринадцать матчей, пропустив одну игру из-за травмы, и набрал 1 327 ярдов. С четырнадцатью тачдаунами на приёме Лэмб стал лидером конференции Big 12. Он был включён в символическую сборную звёзд турнира по версиям Associated Press, Sporting News, Ассоциации футбольных журналистов Америки и Фонда Уолтера Кэмпа. Лэмб вошёл в число претендентов на Билетникофф Эворд лучшему принимающему NCAA и Эрл Кэмпбелл Тайлер Роуз Эворд лучшему игроку нападения I дивизиона NCAA.

#### Статистика выступлений в NCAA
| Сезон | Команда         | Игры | Приём | Приём | Приём | Приём | Вынос | Вынос | Вынос | Вынос |
| Сезон | Команда         | Игры | Rec   | Yds   | Y/A   | TD    | Att   | Yds   | Y/A   | TD    |
| ----- | --------------- | ---- | ----- | ----- | ----- | ----- | ----- | ----- | ----- | ----- |
| 2017  | Оклахома Сунерс | 14   | 46    | 807   | 17,5  | 7     | 0     | 0     | 0,0   | 0     |
| 2018  | Оклахома Сунерс | 14   | 65    | 1 158 | 17,8  | 11    | 0     | 0     | 0,0   | 0     |
| 2019  | Оклахома Сунерс | 13   | 62    | 1 327 | 21,4  | 14    | 9     | 20    | 2,2   | 1     |
| Всего | Всего           | 41   | 173   | 3 292 | 19,0  | 32    | 9     | 20    | 2,2   | 1     |

### Профессиональная карьера
Перед драфтом НФЛ 2020 года обозреватели сайта CBS характеризовали Лэмба как одного из двух лучших его принимающих. Сильными сторонами игрока называли работу на маршрутах и хорошую игровую скорость. Аналитик Райан Уилсон отмечал количество набираемых им ярдов после контакта с защитником, уровень его атлетизма. Официальный сайт НФЛ включил Лэмба в число семи лучших игроков драфта по совокупности оценок аналитика Дэниела Джеремайи и данных системы моделирования Next Gen Stats. Аналитик Bleacher Report Мэтт Миллер выделял жёсткий силовой стиль игры Лэмба, его способность сбрасывать захваты соперников, разнообразие маршрутов, на которых он играл.
На драфте 2020 года Лэмб был выбран «Далласом» под общим семнадцатым номером. В июле он подписал с клубом четырёхлетний контракт на общую сумму 14,01 млн долларов, 7,7 млн было выплачено игроку в качестве бонуса. Соглашение предусматривало возможность продления на пятый год по инициативе клуба. Обозреватель газеты The Dallas Morning News Дэвид Мур сообщал, что Лэмб займёт место слот-ресивера, освободившееся после ухода Рэндалла Кобба, дополнив в нападении дуэт Амари Купера и Майкла Гэллапа.
На старте сезона Лэмб быстро сыгрался с основным квотербеком команды Даком Прескоттом, затем он столь же эффективно действовал с заменявшими его запасными. Он сыграл во всех шестнадцати матчах регулярного чемпионата, набрав 935 ярдов и сделав семь тачдаунов. Лэмб сделал 74 приёма мяча, побив клубный рекорд для новичков, ранее принадлежавший члену Зала славы Бобу Хэйсу. Он стал третьим в истории «Каубойс» игроком, который в одном сезоне занёс тачдаун тремя разными способами: на приёме, на выносе и на возврате начального удара. В прессе отмечали готовность новичка работать на блоках. Главным минусом в его игре в дебютном сезоне называли значительное количество ошибок при ловле.

#### Статистика выступлений в НФЛ

##### Регулярный чемпионат
| Сезон | Команда        | Игры | Приём | Приём | Приём | Приём | Вынос | Вынос | Вынос | Вынос |
| Сезон | Команда        | Игры | Rec   | Yds   | Y/A   | TD    | Att   | Yds   | Y/A   | TD    |
| ----- | -------------- | ---- | ----- | ----- | ----- | ----- | ----- | ----- | ----- | ----- |
| 2020  | Даллас Каубойс | 16   | 74    | 935   | 12,6  | 5     | 10    | 82    | 8,2   | 1     |
| Всего | Всего          | 16   | 74    | 935   | 12,6  | 5     | 10    | 82    | 8,2   | 1     |